# Eleição municipal de Bacabal em 2008
A eleição municipal da cidade brasileira de Bacabal em 2008 ocorreu em 5 de outubro de 2008. O prefeito era Raimundo Lisboa, do PDT, que tentou a reeleição. Raimundo Lisboa, do PDT, foi eleito prefeito de Bacabal. Foi a primeira derrota de José Vieira Lins que contara com apoio de Jackson Lago. 

## Candidatos
|  | Nº | Candidato(a) a prefeito | Candidato(a) a prefeito                      | Candidato(a) a vice-prefeito | Candidato(a) a vice-prefeito                         | Coligação |
|  | -- | ----------------------- | -------------------------------------------- | ---------------------------- | ---------------------------------------------------- | --- |
|  | 11 |                         | Zé Vieira (PP) José Vieira Lins              |                              | Carlinhos Florêncio (PHS) José Carlos Nobre Monteiro | Não há Quem Tire a Vontade do Povo - Partido Progressista (PP) - Partido Humanista da Solidariedade (PHS) - Partido Trabalhista Cristão (PTC) - Partido da República (PR) - Partido Trabalhista Nacional (PTN) - Partido Social Democrata Cristão (PSDC) - Partido dos Trabalhadores (PT) |
|  | 12 |                         | Raimundo Lisboa (PDT) Raimundo Nonato Lisboa |                              | Taugi Lago (PMDB) Taugi Medeiros do Lago             | Unidos por Bacabal - Partido Democrático Trabalhista (PDT) - Partido do Movimento Democrático Brasileiro (PMDB) - Partido Republicano Brasileiro (PRB) - Partido Trabalhista Brasileiro (PTB) - Partido Social Liberal (PSL) - Partido Socialista Brasileiro (PSB) - Partido Social Cristão (PSC) - Partido da Social Democracia Brasileira (PSDB) - Partido Republicano Progressista (PRP) - Partido Popular Socialista (PPS) - Partido da Mobilização Nacional (PMN) - Partido Comunista Brasileiro (PCB) - Partido Socialismo e Liberdade (PSOL) - Partido Renovador Trabalhista Brasileiro (PRTB) - Democratas (DEM) - Partido Verde (PV) - Partido Comunista do Brasil (PCdoB) |
|  | 70 |                         | Bento Vieira (PTdoB) Bento Vieira            |                              | Gilmar Reis (PTdoB) Gilmar Silva Reis                | Sem coligação - Partido Trabalhista do Brasil (PTdoB) |

## Resultado da eleição para prefeito
| Raimundo Lisboa (PDT)   | Taugi Lago (PMDB)         | 25.706 | 55,37%  |
| Zé Vieira (PP)          | Carlinhos Florêncio (PHS) | 19.858 | 42,77%  |
| Bento Vieira (PTdoB)    | Gilmar Reis (PTdoB)       | 865    | 1,86%   |
| Total de votos válidos  | Total de votos válidos    | 46.429 | 100,00% |
| Votos apurados          |                           |        |         |
| Votos válidos           | Votos válidos             | 46.429 | 94,28%  |
| Votos em branco         | Votos em branco           | 607    | 1,23%   |
| Votos nulos             | Votos nulos               | 2.208  | 4,48%   |
| Total de votos apurados | Total de votos apurados   | 49.244 | 100,00% |
| Eleitores               |                           |        |         |
| Comparecimento          | Comparecimento            | 49.244 | 79,91%  |
| Abstenções              | Abstenções                | 12.378 | 20,09%  |
| Total de eleitores      | Total de eleitores        | 61.622 | 100,00% |
| Total de seções: 197    |                           |        |         |